# Fish Creek n.º 402
Fish Creek n.º 402 es un municipio rural canadiense situado en la provincia de Saskatchewan.

## Superficie
Fish Creek n.º 402 tiene una superficie de 583,95 km².

## Demografía
En 2021, tenía 364 habitantes, una densidad poblacional de 0,6 hab./km², y 176 viviendas.